# Internazionali d'Italia 1986
Gli Internazionali d'Italia 1986 sono stati un torneo di tennis giocato sulla terra rossa. 
È stata la 43ª edizione degli Internazionali d'Italia, che fa parte del Nabisco Grand Prix 1986. 
Il torneo maschile si è giocato al Foro Italico di Roma in Italia, il torneo femminile non si è tenuto.

## Campioni

### Singolare maschile
Ivan Lendl ha battuto in finale  Emilio Sánchez con il punteggio di 7–5, 4–6, 6–1, 6–1

### Doppio maschile
Guy Forget /  Yannick Noah hanno battuto in finale  Mark Edmondson /  Sherwood Stewart con il punteggio di 7–6, 6–2